# Bistum Umbriatico
Koordinaten: 39° 21′ N, 16° 55′ O
Das Bistum Umbriatico (lat. Dioecesis Umbriaticensis) war eine Diözese der römisch-katholischen Kirche mit Sitz in der Kleinstadt Umbriatico in der Provinz Crotone in der Region Kalabrien (Italien). Es wurde wahrscheinlich noch im 9. Jahrhundert gegründet und 1818 aufgehoben; das Bistumsgebiet wurde in das Bistum Cariati inkorporiert.

## Lage
Umbriatico liegt ca. 36 km nordwestlich von Crotone und ca. 58 km östlich von Cosenza, ca. 15 km von der Küste des Ionischen Meeres entfernt. Das Bistumsgebiet erstreckte sich etwa von Umbriatico bis zur Küste. Es bestand Mitte des 18. Jahrhunderts aus der Stadt Umbriatico, den drei Gemeinden mit überwiegend albanischen Bewohnern Pallagorio, San Nicola dell’Alto und Carfizzi, den Gemeinden Casabona und Zinga und den Gemeinden Melissa, Cirò und Crucoli an der Küste. Es umfasste ungefähr den nördlichen Teil der heutigen Provinz Crotone. Das Bistum grenzte im Süden an das Bistum Strongoli und das  Erzbistum Santa Severina, im Norden an das Erzbistum Rossano und an das Bistum Cariati, im Westen an das Erzbistum Santa Severina.
Bischofssitz war die Kleinstadt Umbriatico. Die Bischofskirche (Kathedrale) war dem Hl. Donatus geweiht, einem früheren Bischof von Arezzo. Im 18. Jahrhundert hatte das Bistum etwa 10 000 Gläubige, die in 14 Pfarreien organisiert waren. In der Gemeinde Cirò waren es vier Pfarreien, in Melissa drei Pfarreien und in Crucoli zwei Pfarreien. Die anderen Gemeinden hatten je eine Pfarrei. Im Bistumsgebiet gab es sieben Klöster: das Kloster Sant'Agostino in Crucoli (schon 1653 aufgelöst), das Franziskanerkloster in Casabona, das Kloster Sant'Agostino in Melissa und die vier Klöster in Cirò (Kapuziner, Paulaner, Franziskaner-Reformaten und Minoriten).

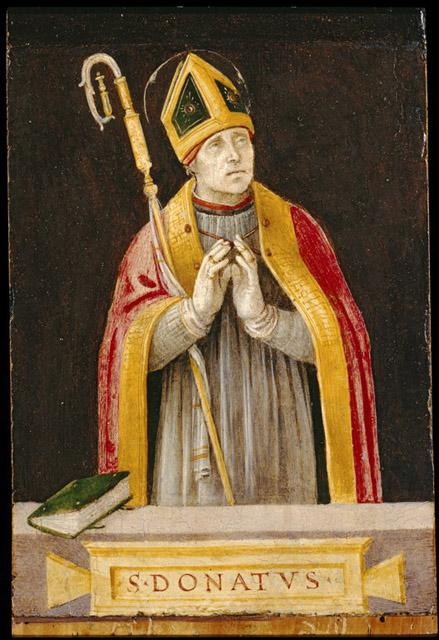
Bild des heiligen Donatus, gemalt von Filippino Lippi (1496)

## Geschichte
Das Bistum Umbriatico wurde wohl noch im 9. Jahrhundert errichtet. Es erscheint zum ersten Mal in der Notitia Episcopatuum des Patriarchats von Konstantinopel, die in der Regierungszeit von Kaiser Leo VI. 901/02 angelegt wurde. Nach der Erhebung des Bistums Santa Severina zum Erzbistum im 11. Jahrhundert war es diesem als Suffraganbistum unterstellt. Bis zur normannischen Eroberung Kalabriens Mitte des 11. Jahrhunderts unterstand das Erzbistum Santa Severina mit seinem Suffraganbistum Umbriatico dem Patriarchat von Konstantinopel. Die Gottesdienste wurden noch bis ins 17. Jahrhundert nach griechischem Ritus gefeiert.
Teodoro, der erste bekannte Bischof von Umbriatico war wahrscheinlich ein Grieche. Sein Name ist auf einem Ziegelstein in der Krypta der Kathedrale eingeritzt. Die Inschrift wird auf die erste Hälfte des 11. Jahrhunderts datiert. Die Krypta der Kathedrale könnte noch aus byzantinischer Zeit stammen. Die Kathedrale wurde vermutlich zwischen 1030 und 1040 neu aufgebaut und dem Hl. Donatus geweiht. 1115 war Johannes, Ebriatice sedis indignus episcopus Zeuge einer Schenkung von Gütern im Gebiet von Cirò durch Riccardo Senescalco an den Abt Raymund und die Mönche des Klosters S. Salvator auf dem Berg Tabor in Galiläa (Israel).
Das Domkapitel bestand 1167 aus einem Archidiakon namens Vu. (sic!) und den Kanonikern Maurus, Bartholomäus, Paganus, Rogerus und Paschalis.
1325 bestand das Domkapitel aus zehn Kanonikern, die alle namentlich bekannt sind; der Dekan Nicola, die Archidiakone Giovanni und Andrea, der Kantor Domenico Gualtieri, die Kanoniker Perzanallo, Bartolomeo de Alicia, Giovanni Malabra, Paolo, Filippo Tropeano, und der Erzpriester Leo. Aufgrund der Abgeschiedenheit des Städtchens Umbriatico lebten die Bischöfe ab dem 15. Jahrhundert in der Stadt Cirò und errichteten dort einen Bischofspalast. In Cirò befand sich auch das bischöfliche Seminar, das 1722 von Bischof Francesco Maria Loyero gegründet und von Bischof Domenicantonio Peronaci weiter ausgebaut wurde.

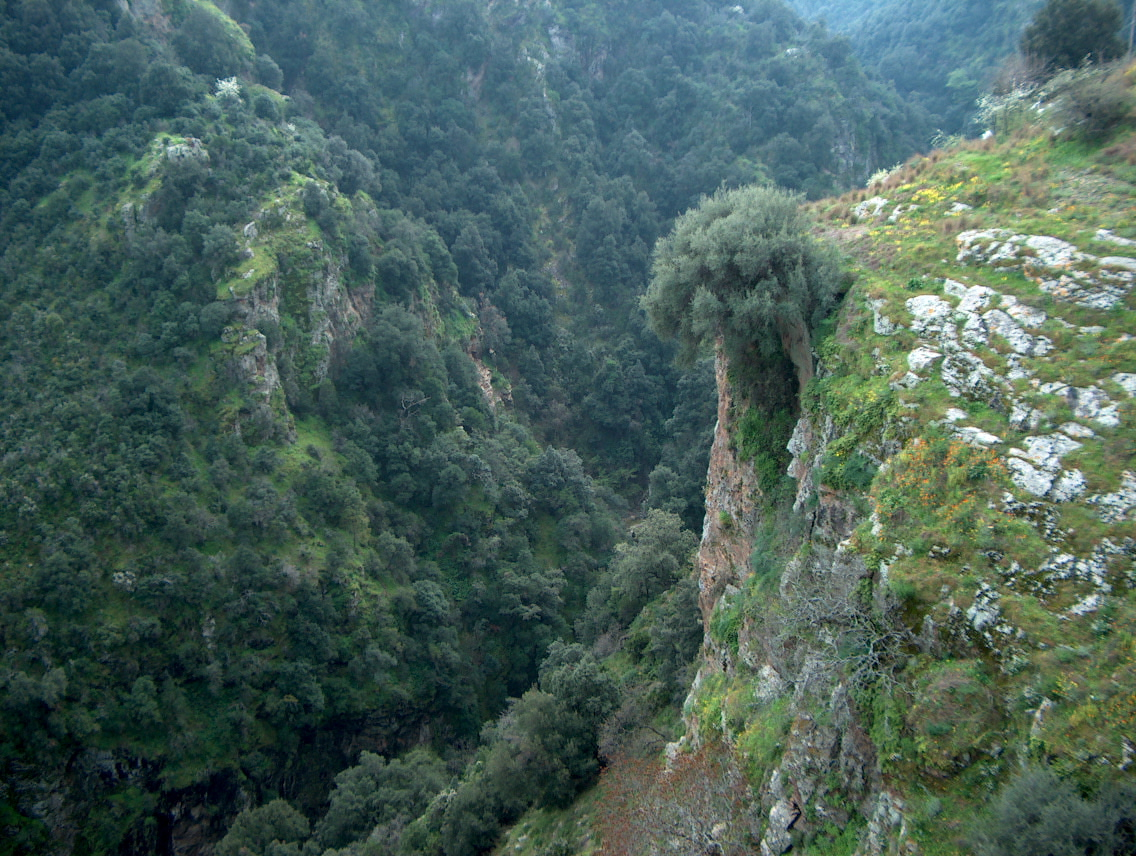
Schlucht bei Umbriatico

Der Bischofssitz Umbriatico wurde von Bischof Giovanni Battista Ponzi (1682–1688) wie folgt beschrieben:

„Umbriatico, situata sulla cima di una rupe di giro circa un miglio, distante dodici miglia dal mare, è circondata dai monti impervi, orridi fiumi e boschi selvaggi, perciò è quasi irraggiungibile. Illuminata dal sole per poche ore, è perennemente avvolta dalle nebbie. Manca di ogni cosa necessaria a vivere ed è spopolata, contando nemmeno 350 abitanti.“

Umbriatico, gelegen ungefähr eine Meile um die Spitze einer Klippe herum, zwölf Meilen vom Meer entfernt, liegt umgeben von zerklüfteten Bergen, schrecklichen Flüssen und wilden Wäldern, daher ist es fast unerreichbar. Es wird nur wenige Stunden lang von der Sonne beleuchtet, und ist ständig in Nebel gehüllt. Es fehlt an allem Notwendigen zum Leben, und es ist entvölkert und zählt nicht einmal 350 Einwohner.
Der letzte Bischof von Umbriatico war Isidoro Leggio, der 1801 starb. Der Bischofsstuhl wurde zunächst nicht mehr besetzt, und die Diözese wurde von Kapitularvikaren verwaltet. Papst Pius VII. löste mit der Bulle De utiliori vom 27. Juni 1818 nach dem Konkordat zwischen dem Heiligen Stuhl und dem Königreich Neapel das Bistum Umbriatico auf und inkorporierte das Bistumsgebiet in das Bistum Cariati. Das Bistum Cariati wurde dem Erzbistum Santa Severina als Suffraganbistum unterstellt. 1979 wurde das Bistum Cariati mit dem Erzbistum Rossano vereinigt. Allerdings wurden die Gebiete der früheren Bistümer Cerenzia, Strongoli und Umbriatico abgetrennt und an das Bistum Crotone angeschlossen.
In der Tradition des aufgehobenen Bistums Umbriatico wurde 1969 das Titularbistum Umbriatico geschaffen.

## Bischöfe
| Bischof/Verwalter | Amtszeit/Nachweis                                                                                        | Sonstige Ämter und Bemerkungen |
| --- | --- | --- |
| Ioannes | erwähnt 1115                                                                                             | |
| Theodoron | erste Hälfte 11. Jahrhundert                                                                             | war Grieche |
| Anonymus | vor 1122                                                                                                 | |
| ?Ebras | vor 1101                                                                                                 | soll zu Zeiten von Roger I. († 1101) im Amt gewesen sein |
| Gervasius/Gervasio | erwähnt 1122                                                                                             | nahm an der Weihe der Kirche von Catanzaro teil |
| Ropertus/Robertus/Roberto                                                                                                   | erwähnt 1164, 1166                                                                                       | |
| Peregrinus/Pellegrino | erwähnt März 1179                                                                                        | |
| Raynaldus/Rinaldo | um 1190?                                                                                                 | |
| Anonymus | erwähnt 1193                                                                                             | |
| Anonymus | erwähnt November 1215                                                                                    | |
| Anonymus/Capuanus (err.)/Capuano (err.)                                                                                     | erwähnt 16. Juli 1235                                                                                    | Papst Gregor IX. befahl dem Erzbischof Jakob von Capua diesen Bischof wegen Unfähigkeit abzusetzen, Capuanus / ist natürlich nicht der Name des Bischofs, sondern bezieht sich auf den Amtssitz des Erzbischofs Jakob |
| Dionysius/Diasper de Pyscro/Dyasper de Ypsigro/Psycrum//Diasperus/Dionisio                                                  | 20. November 1258 bis 1266/1267                                                                          | |
| Alfanus | August 1270 bis † 1275                                                                                   | war vorher Dekan in Umbriatico, nahm am Konzil in Lyon 1274 teil |
| Anonymus | 30. August 1275 bis ?                                                                                    | Bruder des Iohannes de Caruculo |
| Lucifer (de Stephanutia)/Lucifero di Stefanuzia                                                                             | ? bis 23. Dezember 1296                                                                                  | wurde 1296 zum Erzbischof von Santa Severina ernannt, soll der Bruder des Vorgängers Rogerius (de Stephanutia) in Santa Severina gewesen sein                                                                         |
| Anonymus | 1306 | |
| Guilelmus/Guglielmo | ? bis † April 1320                                                                                       | nicht bei Gams aufgeführt |
| Sergius | ? bis 1333                                                                                               | fehlt in Gams, war der Vorgänger des Bischofs Christophorus |
| Christophorus/Christophorus de Tramonto/Cristoforo/Cristoforo Tramonto                                                      | 30. Oktober 1333/20. Dezember 1333 bis 1346/19. Februar 1347                                             | war vorher Kanoniker (Subdiakon) in Nola, wurde 1347 zum Bischof von Bisignano ernannt |
| Guillelmus/Guilielmus/Guilelmus/Guglielmo                                                                                   | 19. Februar 1346/5. März 1347 (geweiht) bis † ?                                                          | war Kanoniker (Archidiakon) in Catanzaro |
| Philippus/Filippo | 4. Mai 1362 bis † ?                                                                                      | OESA, nicht bei Gams aufgeführt |
| Nicolaus/Nicola | 29. April 1374 bis 30. Oktober 1374                                                                      | war vorher Kanoniker (Archidiakon) von Strongoli, er wurde 1374 zum Bischof von San Marco Argentano ernannt, nicht bei Ughelli, Cappelletti und Gams aufgeführt                                                       |
| Jacobus de Potentia/Giacomo da Potenza                                                                                      | 13. November 1374 bis ?                                                                                  | OFM, nicht bei Ughelli, Cappelletti und Gams aufgeführt |
| Nicolaus Cito/Nicolò Cito/Nicola Cito                                                                                       | circa 1400 bis † ?                                                                                       | |
| Michael/Michael Perista/Michael Perrista/Michele Perista/Michele Perretta                                                   | 8. Juli 1420/4. November 1420 bis † 1435                                                                 | vorher Kanoniker in Umbriatico |
| Nicolaus de Martino/Nicolò de Martino/Nicola de Martino                                                                     | 3. Oktober 1435 bis 17. Oktober 1442/27. Oktober 1442                                                    | war vorher Subdiakon, wurde 1442 zum Erzbischof von Rossano ernannt |
| Titus vulgo dictus Cicchus/Cichus (Franciscus)/Franciscus (Cicchus, Titus)/Francesco (nicht Tito)/Cecco (or Francesco)      | 20. März 1443 bis † 1447                                                                                 | Cicco ist eine Verniedlichung von Francesco |
| Nicolaus/Nicolò/Nicola | 16. Februar 1447/15. Januar 1448 bis ?                                                                   | war vorher Erzpriester in Gurullo |
| Franciscus/Franciscus de Caprusaciis/Francesco/Francesco de Caprusacci                                                      | 3. März 1475/9. Januar 1475 bis † 1485/1494                                                              | |
| Antonius Guerra/Antonio Guerra                                                                                              | 9. Januar 1495/4. Februar 1495 bis † 4. August 1500                                                      | |
| Matthaeus/Matthaeus de Senis/Matteo/Matteo de Senis                                                                         | 7. August 1500 bis † 1507                                                                                | de Siena, begraben in der Kirche San Tommaso in Parione |
| Marcus/Marco | ? bis 15. September 1516                                                                                 | resignierte das Amt, fehlt in Catholic Hierarchy |
| Niccolò Fieschi/Nicolaus de Flisco                                                                                          | September 1516                                                                                           | Apostolischer Administrator, resignierte nach wenigen Tagen, nicht bei Gams und Eubel aufgeführt |
| Desiderius/Desiderius de Gilionis/Desiderio/Didier Gilionis                                                                 | 17. September 1516 bis 20. März 1520                                                                     | resignierte das Bischofsamt |
| Andrea della Valle/Andreas Card. de Valle/Andreas de Valle                                                                  | 20. März 1520 bis 10. September 1522                                                                     | resignierte das Amt, Apostolischer Administrator, 1517 zum Kardinal ernannt, nicht bei Gams aufgeführt |
| Jo Matthaeus Luciferus/Joannes Matthaeus Lucifero/Joannes Matthaeus Luciferi/Gian-Matteo Lucifero/Giovanni Matteo Lucifero  | 10. September 1522 (ernannt)/17. Januar 1524 (geweiht) bis 14. November 1524                             | wurde 1524 zum Bischof von Crotone ernannt |
| Giovanni Piccolomini/Joannes Cardinalis Piccolomineus/Joannes Piccolomini/Joannes de Piccolominibus/Giovanni Piccolomini    | 14. November 1524 bis 1530/20. März 1531                                                                 | resignierte das Amt, Apostolischer Administrator, 1503 Erzbischof von Siena, 1517 zum Kardinal ernannt |
| Joannes Jacobus Luciferus/Joannes Jacobus Lucifero/Jacobus Antonius Luciferi/Gian-Giacomo Lucifero/Giacomo Antonio Lucifero | 1530/20. März 1531 bis † 1547/1548                                                                       | |
| Joannes Caesar Foggia/Joannes Cesar Foggia/Caesar Sfogia (Foggia)/Gian-Cesare Foggia/Cesare Foggia                          | 3. März 1547 (gewählt)/7. Mai 1548 bis † 1567                                                            | |
| Petrus Bordonus/Pietro Bordoni/Pietro Bordone                                                                               | 10. März 1567 bis † 1578                                                                                 | |
| Vincentius Ferrerius/Vincentius Ferreri/Vincentius Ferrarius/Vincenzo Ferrerio/Vincenzo Ferreri                             | 2. Juni 1578 bis † 1579                                                                                  | war vorher Bischof von Montepeloso |
| Aemilius Bonvinus/Aemilianus Bombini (Bonvinus)/Emilio Bonvino/Emiliano Bombini                                             | 16. März 1579/18. Mai 1579 bis † 1592                                                                    | |
| Alexander Filarettus/Alexander Filaretius/Alexander Filaretus/Alessandro Filaretto/Alessandro Filarete/Alexander Filarete   | 26. Februar 1592/12. August 1592 bis † 1608                                                              | Aquilanus |
| Paulus Emilius Sammarco/Paulus Aemilius Sammarcus (Sammarco)/Paolo Emilio Sammarco                                          | 1608/16. Februar 1609 (ernannt)/24. Februar 1609 (geweiht) bis † 1610                                    | fehlt in Ughelli |
| Petrus Bastonus/Petrus Bastoni/Petrus Bastonius (Bastoni)/Pietro Bastoni                                                    | 26. Januar 1611 (ernannt)/6. Februar 1611 (geweiht) bis † 1622                                           | |
| Benedictus Vaez/Benedictus Vaaz oder Vaez/Benedetto Vaez/Benedetto Baaz (Vaez)                                              | 7. Mai 1622 (ernannt)/8. Mai 1622 (geweiht) bis † 1631/1632                                              | |
| Antonius Ricciullus/Antonius Piscicelli (Ricciulli?)/Antonius Ricciulli/Antonio Ricciolli/Antonio Ricciulli                 | 16. Februar 1632 (ernannt) bis 7. Februar 1639                                                           | wurde 1639 zum Bischof von Caserta ernannt, war vorher Bischof von Belcastro, 1641 zum Erzbischof von Cosenza ernannt                                                                                                 |
| Bartholomaeus Chrisconus/Bartholomaeus Crisconi/Bartholomaeus Crisconius/Bartolomeo Crisconi/Bartolomeo Cresconi            | 28. März 1639 (ernannt)/10. April 1639 (geweiht) bis 6. Mai 1647                                         | wurde 1647 zum Bischof von Caserta ernannt |
| Octavius Pudericus/Octavius Pudericus (Poderico)/Ottavio Puderici/Ottavio Poderico                                          | 27. Mai 1647 (ernannt)/2. Juni 1647 (geweiht) bis † 1650                                                 | |
| Dominicus Blanditius/Dominicus Blanditi/Domenico Blanditi/Dominique Blanditi                                                | 27. Juni 1650/22. August 1650 (ernannt)/9. Oktober 1650 (geweiht) bis † 1651                             | |
| Thomas Thomasonus/Thomas Tomasoni/Thomas Tomassoni/Tommaso Tommassoni                                                       | 8. Januar 1652 (ernannt)/21. Januar 1652 (geweiht) bis † Oktober 1654/1655                               | OP |
| Joseph Rubeus/Josephus Rossi/Iosephus de Rubeis (Rossi)/Giuseppe Rossi/Giuseppe de Rossi                                    | 5. Juli 1655/9. Juli 1655 (ernannt)/11. Juli 1655 (geweiht) bis † 5. November 1658                       | OFMConv |
| Antonius Ricciullus/Antonius Ricciulli/Antonio Riccioli (sic)/Antonio Ricciulli                                             | 9. Juni 1659 (ernannt)/15. Juni 1659 (geweiht) bis † Juli 1659/August 1660                               | Neffe des obigen Antonius Ricciullus |
| Vitelianus Marescanus/Vitalianus Marescano/Vitalianus Marescanus (Marescano)/Viteliano Marescano/Vitaliano Marescano        | 15. Februar 1661/14. März 1661 (ernannt)/20. März 1661 (geweiht) bis † 18. März 1667                     | |
| Augustinus de Angelis/Agostino de Angelis/Augustin de Angelis                                                               | 22. August 1667 bis April 1681                                                                           | CRS |
| Joannes Baptista Ponthius/Joannes Baptista Ponzi/Giambattista Ponzi/Giovanni Battista Ponzi                                 | 20. April 1682 bis † März 1688                                                                           | |
| Joseph Ponthius/Josephus Ponzi/Giuseppe Ponzi                                                                               | 11. Januar 1690 (ernannt)/22. Januar 1690 (geweiht) bis † Oktober 1692                                   | |
| Michael Cantelmus/Michael Cantelmi/Michele Cantelmi                                                                         | 9. März 1693 (ernannt)/24. März 1693 (geweiht) bis † 17. Juni 1696/August 1696                           | OCarm |
| Bartholomaeus Oliverius/Bartholomaeus Oliveri/Bartolomeo Olivieri                                                           | 17. Dezember 1696 (ernannt)/21. Dezember 1696 (geweiht) bis † 24. August 1708                            | |
| Sedisvakanz | 1708 bis 1715                                                                                            | |
| Antonius Gallianus/Antonius Galliani/Antonio Galliani/Antonio Gagliani                                                      | 21. Januar 1715 (ernannt)/27. Januar (geweiht) bis † August 1715                                         | OFMConv |
| Sedisvakanz | 1715 bis 1720                                                                                            | |
| Franciscus Maria Loyerius/Franciscus Maria Loyerio/Francesco Maria Loyerio/Francesco Maria Loyero                           | 16. Dezember 1720/20. Januar 1721 (ernannt)/26. Januar 1721 (geweiht) bis 6. August 1731/21. Mai 1731    | wurde 1731 zum Bischof von Nicastro ernannt |
| Philippus de Amato/Filippo de Amato                                                                                         | 21. Mai 1731/3. September 1731 bis † 26. Dezember 1731/3. August 1732                                    | |
| Dominicus Peronati/Domenico Peronati/Domenico Antonio Peronaci                                                              | 17. November 1732/19. Dezember 1732 (ernannt)/28. Dezember 1732 (geweiht) bis † 5. Februar 1775          | |
| Thomas Maria Francone/Tommaso Maria Framoni/Tommaso Maria Francone                                                          | 17. Juli 1775 (ernannt)/25. Juli 1775 (geweiht) bis 23. Juni 1777                                        | CRth, 1777 zum Erzbischof von Manfredonia ernannt |
| Nikolaus Notari/Nicolò de Notari/Nicolas Notariis/Nicola Notaris                                                            | 28. Juli 1777 (ernannt)/3. August 1777 (geweiht) bis 20. Juli 1778                                       | wurde 1778 zum Bischof von Squillace ernannt |
| Zacharias Coccopalmerii/Zaccaria Cocco-Palmesio/Zacharias Coccopalmieri                                                     | 1. März 1779 (ernannt)/9. März 1779 (geweiht) bis † 18. November 1784                                    | [ 8 ] |
| Sedisvakanz | 1784 bis 1792                                                                                            | |
| Vincentius Castro/Vincenzo Castro/Vincenzo Maria Castro                                                                     | 16. Dezember 1791 (gewählt)/27. Februar 1792 (bestätigt)/4. März 1792 (geweiht) bis 18. Dezember 1797    | wurde 1797 zum Bischof von Castellaneta ernannt |
| Isidoro Leggio | 31. Oktober 1797 (gewählt)/18. Dezember 1797 (bestätigt)/21. Dezember 1797 (geweiht) bis † 18. Juli 1801 | C.Ss.R. |
| Sedisvakanz | 1801 bis 1818                                                                                            | |